# Pryszyb (rejon mirhorodzki)
Pryszyb (ukr. Пришиб) – wieś na Ukrainie, w obwodzie połtawskim, w rejonie mirhorodzkim. W 2001 liczyła 703 mieszkańców, spośród których 693 wskazało jako ojczysty język ukraiński, a 10 rosyjski.